# Chemin de fer Rolle-Gimel
Le Rolle-Gimel (RG) était un tramway qui circula du 12 octobre 1898 au 24 septembre 1938 dans le canton de Vaud.

## Histoire

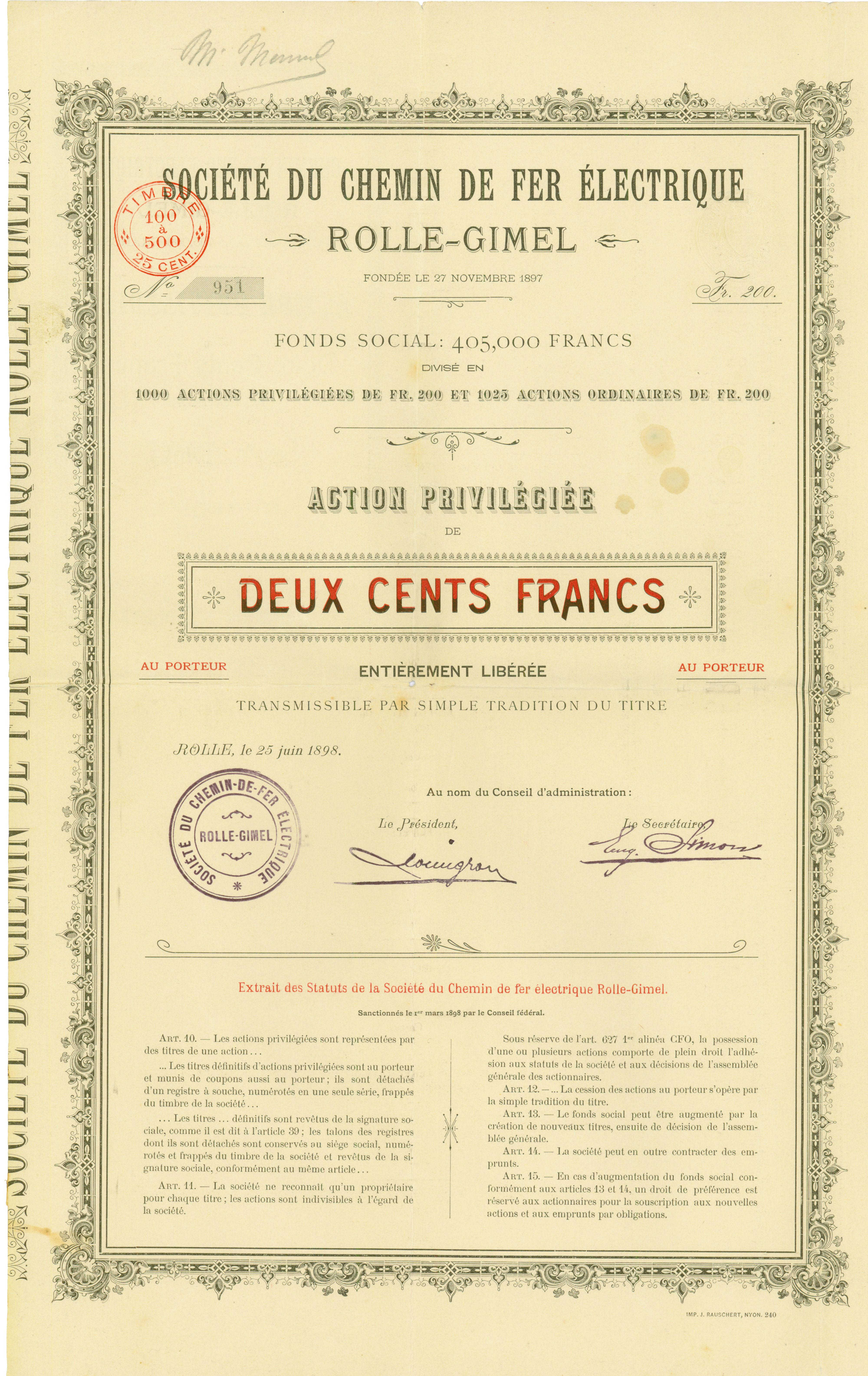
Action de la Société du Chemin de fer électrique Rolle–Gimel en dat du 25 juin 1898

En 1858 la ligne ferroviaire entre Lausanne et Genève est mise en service par la Compagnie de l’Ouest-Suisse (qui deviendra par la suite le Jura-Simplon). Cette ligne longeant la rive du Lac Léman, elle entraîne l'émergence de nombreux projets visant à relier les localités du Pied-du-Jura à la voie de communication nouvellement crée. Ce mouvement participera à la création de plusieurs chemins de fer et tramways locaux, encouragés par un projet de chemin de fer régional entre Nyon et La Sarraz qui ne se réalisera jamais.

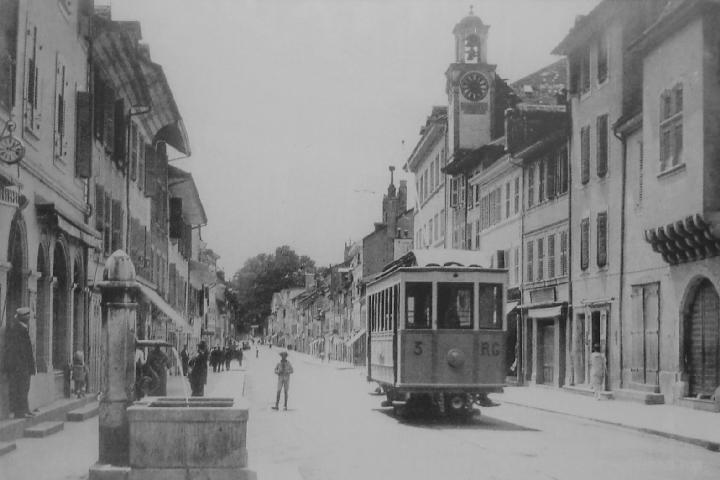
Le parcours dans la Grand'Rue de Rolle

De premières études, inspirée par le chemin de fer Viège-Zermatt, permettent de lancer un premier projet de chemin de fer à vapeur et à crémaillère entre Rolle et Gimel, lequel obtient une concession en 1890. Faute de succès financier, le projet est abandonné, d'autant que les communes locales sont plus favorables à un projet en direction d'Allaman.
Après un intense travail de conviction, un nouveau projet, à traction électrique et adhésion cette fois, est lancé en 1897. Les travaux commencent finalement le 21 mars 1898 ; la pose des rails débute le 16 mai et se termine le 2 juillet, sauf pour un tronçon où la route elle-même est en travaux. L'inauguration officielle a lieu le 9 octobre. La ligne mesure 10.5 kilomètres. Son profil est très difficile puisque la pente oscille entre 59 et 68 pour-mille sur près de 5 kilomètres, dans la montée avant le Signal de Bougy, elle atteint même 84‰ dans le village de Gimel (Un système de frein spécial, utilisant des griffes se plantant dans le sol sera même utilisé au départ). En parallèle, les courbes descendent à 35 mètres de rayon en ligne, et 20 mètres sur des embranchements.
Ces derniers sont d'ailleurs nombreux puisqu'on en compte quatre en plus du dépôt : à Rolle, au Casino et à la Gare, à Essertines (au Pontet) et à Gimel (dans l'actuelle rue de la Chômaz). Des points de croisement existent aussi à Mont-Maison de Ville et aux Granges. Il n'existe par contre aucune liaison avec l'AAG et ce car les compagnies n'ont guère réussi à s'entendre, de plus l'AAG disposait de grandes automotrices à bogies dont la puissance était insuffisante pour leur permettre de grimper la pente leur permettant de gagner le centre du village. Le courant électrique, en courant continu à 650 volts, est fourni à l'origine par une centrale à gaz installée dans le dépôt et reliée à une batterie d'accumulateurs. Dès 1904, un raccordement est créé avec les Forces motrices de l'Orbe, ce qui deviendra le seul moyen d'alimentation dès 1922.
L'histoire du chemin de fer n'est en suite guère agitée, malgré quelques incidents liées, en particulier, à la très forte pente du parcours. La neige posera également quelques problèmes, par exemple en 1901 où elle empêchera tout trafic au-delà du Signal de Bougy pendant 54 jours.
Le trafic restera toujours en dessous des attentes, de sorte que les comptes resteront la plupart du temps tout juste bénéficiaires, à l'exception de la Première Guerre mondiale, durant laquelle les bénéfices seront réels, et du milieu des années 1920, où un déficit existera quelques années.
Diverses mesures d'économie seront appliquées, parmi lesquelles le passage au service à un agent en 1926. Malgré cela, la situation financière restera précaire et, en 1938, au vu des investissements nécessaires au maintien du service, la desserte passera à l'autobus le 1er octobre. La fusion avec l'AAG évoquée dès les premières années d'activité des deux compagnies n'eut toutefois lieu qu'en 1996.

## Service
La desserte est à l'origine tout à fait dense. En 1898, on compte en effet près de douze courses Rolle-Gimel et retour chaque jour se répartissant entre 5h45 et 22h30 et offrant correspondance pour Lausanne ou Genève. Le trajet de Gimel à la gare de Rolle prenait alors 41 minutes. Ces courses sont complétées par quarante-huit aller-retour limités au seul parcours urbain à Rolle. Toutefois dès 1900, le service hivernal est réduit à quatre courses en Rolle et Gimel. Il ne raugmentera que progressivement au fil des ans.

## Matériel Roulant

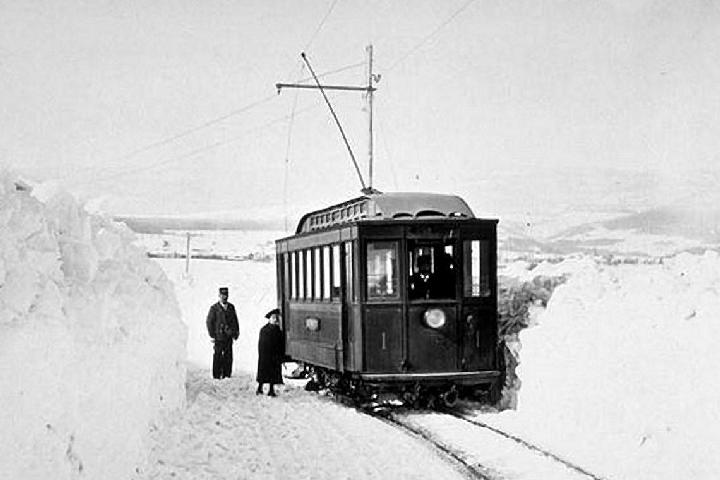
Automotrice 1, durant l'hiver 1902

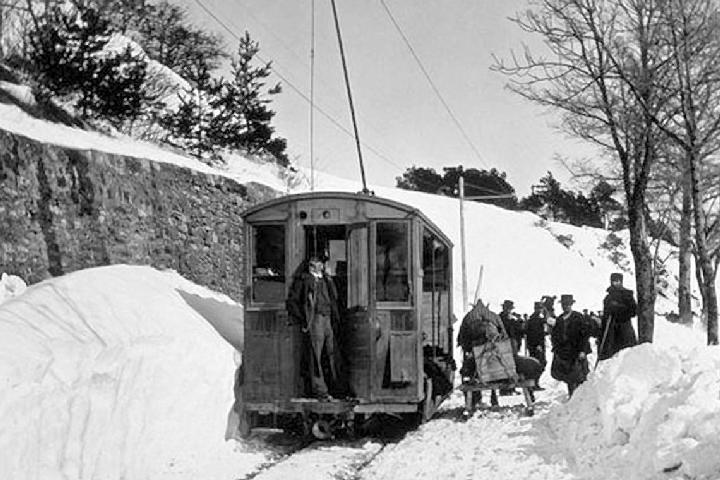
Fougon automoteur 11, durant l'hiver 1902

| Type        | Désignation     | Numéro | Nombre de places assises ou charge utile | Année de construction | En service sur le RG | Fabricant         | Remarque                                                                                        |
| ----------- | --------------- | ------ | ---------------------------------------- | --------------------- | -------------------- | ----------------- | ----------------------------------------------------------------------------------------------- |
| Automotrice | Ce 2/2          | 1-3    | 18                                       | 1898                  | 1898-1933            | SIG/CIE, puis MFO | No 1 transformée par la compagnie avec matériel MFO, puis rachetée par l'AAG en 1940.           |
| Fourgon     | Fe 2/2 (Ke 2/2) | 11     | 4 t (5 t)                                | 1898                  | 1898-1938            | SIG/CIE           | ()= après transformation par SIG en 1911.                                                       |
| Wagon plat  | M               | 21-22  | 1 t                                      | 1898 et 1908          | 1898-1938            | ?                 | M 21 désigné F 21 jusqu'en 1908. En 1928, devient X 51, wagon d'arrosage avec citerne de 800 l. |
| Wagon plat  | M               | 23-24  | 1.5 t                                    | 1915 et 1916          | 1915-1938            | ?                 |                                                                                                 |
| Wagon plat  | M               | 25-26  | 1.5 t                                    | 1918                  | 1898-1938            | ?                 | M 26 détruit en 1930. M 25 devient X 52, wagon de montage de la ligne de contact en 1908.       |